# 不満の冬

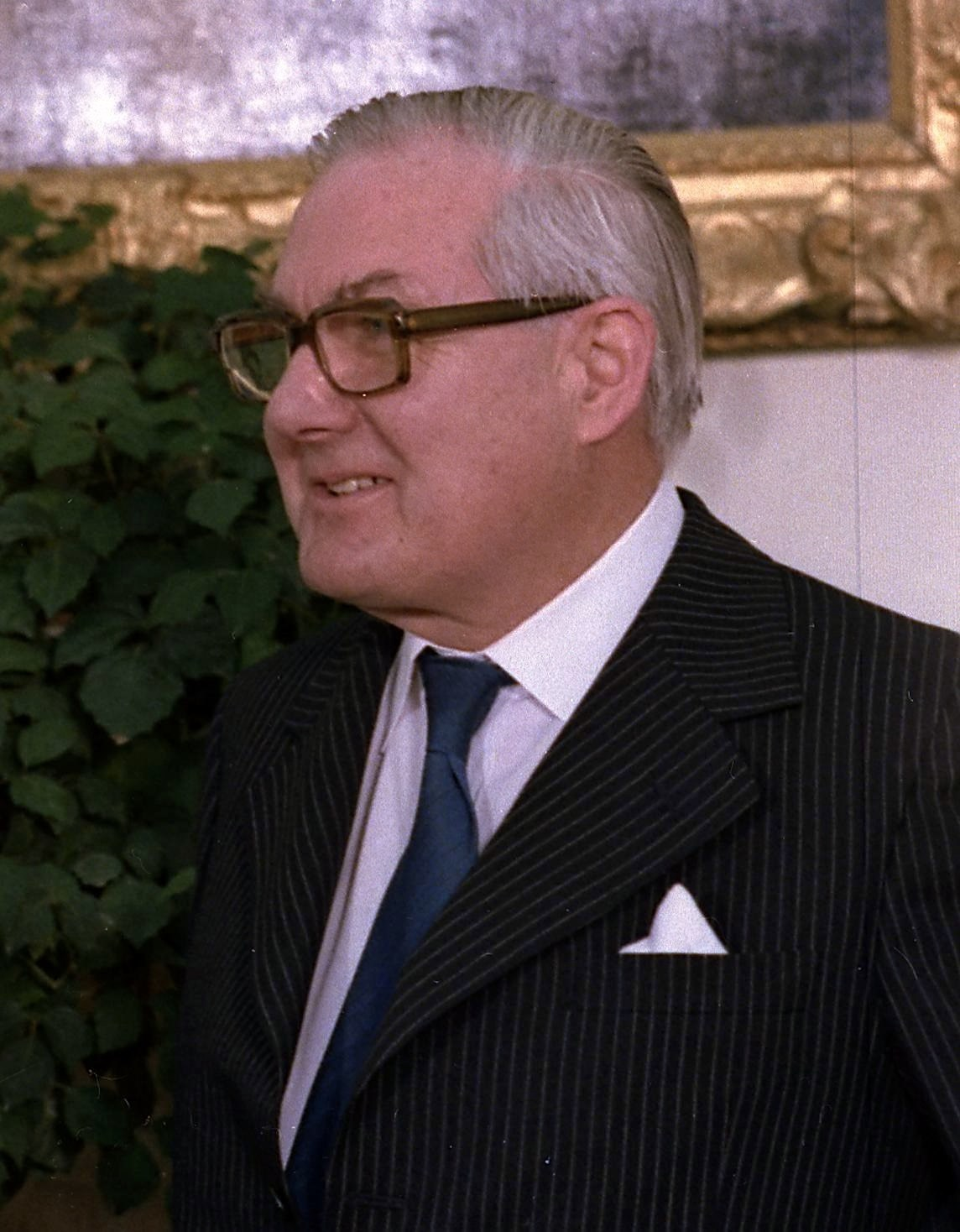
ジェームズ・キャラハン。不満の冬の期間にイギリスの首相を担当

不満の冬（ふまんのふゆ、英語: Winter of Discontent）は、1978年から1979年にかけてのイギリスの冬を指している。その期間に公共団体の労働組合がより大規模な昇給を求め、広い地域でのストライキがあった。ストライキはジェームズ・キャラハン率いる労働党がインフレーション（以下ではインフレと省略）抑制を目的に労働組合会議に対立して行った継続的な給与の上限設定に伴って発生したものである。ストライキのあったその冬は当時までの16年間で最も厳しいものであった。
ストライキは労働党政府が公共団体に対し、インフレを抑制し民間団体への見せしめとする目的で昇給は5パーセント以内に維持するという規則を課すことで、労働組合との社会的な契約から強制的に離脱し、インフレを抑制しようとした企ての結果である。しかしながら複数の被雇用者の組合が相互に交渉を行い、雇用者と政府の決定を上回る上限で合意した。1979年の2月までにはストライキの大半は終了していたが、政府がもっと早期にストライキを収束できなかったことは1979年の下院議員選挙におけるマーガレット・サッチャーの保守党の勝利と労働組合の権限を抑制する法律制定への流れを助長した。公共団体の雇用者によるストライキの動きはリヴァプールやテームサイドで働く墓掘り人夫による非公式なストライキや、ゴミ収集業者によるストライキを含んでいた。加えて、NHS（国民保健サービス）の補助業者は病院の入り口を封鎖するためにピケラインを形成した。その結果、多くの病院が救急の患者のみの受け入れに限ることとなった。
「我らの不満の冬がようやく去り、ヨーク家の太陽エドワードによって栄光の夏がやってきた。わが一族の上に不機嫌な顔を見せていた暗雲も、今は大海の底深く飲み込まれたか影さえない……。」というウィリアム・シェイクスピアの『リチャード三世』における冒頭の台詞に由来する。そしてこの表現を、その冬の出来事に最初に当てはめたのはIDS（収入データ報告）で書記をしていた記者のロビン・チャターだった。「不満の冬」は後にジェームズ・キャラハンの演説においても用いられ、『ザ・サン』も含むタブロイド（大衆紙の一種）がこの危機的状況を定義する際にも援用された。
1979年の早い頃から天候は猛吹雪と豪雪を伴い、とても厳しいものとなった。その冬は1962年から1963年の冬以来、最も寒い冬であった。その結果、複数の職種が営業不可能になり、消費が減少して、経済が悪化した。

## 背景
1969年に労働党の政治家ジェームズ・キャラハンは内閣の反動を率いた。その結果、「紛争の場において」と称するバーバラカッスル白書において、その概要が示されていた労働組合の改革の提案が破棄につながった。もし、カッスル白書が履行されていたならば、不満の冬の期間における活動の大半は違法になっていたであろう。
ハロルド・ウィルソンとキャラハンによる労働党政府は1972年に始まったインフレに対する戦いを、1974年の2月に当選するまで続けていた。インフレは1974年から1975年の8月にかけて26.9パーセントと最も悪化した。しかし、財政上の責務を市場に説明する一方で、彼らは大規模な失業の増加をなくすことを望んだ。インフレを抑制する企画の一部として、政府は労働組合大会との「社会的な契約」に合意した。その契約は労働者への昇給を政府が定めた上限以下に押さえる自主的な収入政策を考慮するものだった。前政府は議会の立法に依る収入政策を行った。しかし、このようなことは今後生じないだろうと、社会的に合意がなされた。

### 第一・第二段階
収入政策の第一段階は1975年の7月11日に「インフレへの攻撃」と題する白書とともに告知された。この給料への上限の提案は、年間の所得が8,500ポンド以下の者全員に、一週間に6ポンドまでの昇給を許すものだった。労働組合大会（TUC）の一般会合は上記の提案を19票対13票で可決した。1976年5月5日に労働組合大会（TUC）は1976年の昇給のための概説された新しい政策を受け入れた。その政策は8月1日に始まるものだった。その政策では昇給は一週間につき2.50ポンドから4.0ポンドまでとされた。1976年10月8日の年間会合において、労働組合（TUC）は自由な団体交渉（つまり収入政策に規制されないような団体交渉）への回帰を求める動きを否決した。それは1977年8月1日に一度、第一段階の政策の期限が切れてからすぐのことだった。この新しい収入政策は第二段階の政策だった。

### 第三段階
1977年7月15日に財務省高官のデニス・ヒーリーは「乱闘騒ぎ」がないならば、自由な団体交渉への段階的な回帰を可能なものであるとする第三段階の収入政策を告示した。長引いた交渉の後に労働組合大会（TUC）は、第二段階の政策の下で1977年から1978年にかけて推奨された控えめな昇給を続けること、および前政策下で生じた給与についての議論を再開しようとしないことの二点について合意した。一方で政府は賃金交渉に干渉しないことに合意した。保守党は組合の権限と、1978年の夏以降の期間を包括する、より強力な政策が存在しないことを批判した。インフレ率は1977年を通じて下降し続け、1978年までには年間の比率は10パーセント以下になった。

### 5パーセントの上限
差し迫った賃金政策の終了に備えていたとき、国際的なインフレが不意に発生し、1978年7月21日には1978年から1982年の間における記録的な水準に到達しようとしていた。このためデニス・ヒーリーは新しい白書の導入を行った。それは、その年の8月1日から昇給を5パーセントとする指針を定める物だった。TUCは7月26日に圧倒的多数でその上限設定を否決し、約束されていた通りの自由な団体交渉への回帰を主張した。しかし、10月7日には首相のジェームズ・キャラハンが予想外な宣告を行った。それは総選挙を秋には行うつもりはなく、春の選挙に備えて経済が改善された状態にしておくために冬の間給与の制限を続けるという内容であった。賃金の制限は公的には「第四段階」と位置づけられたが、大抵は「5％の制限」と言い表された。政府は法的な要請として5パーセントの制限を行わなかったが、その制限を破った者は民間であれ、政府の契約者であれ、罰則を科すことが決定された。

## イギリス・フォードの交渉
公式な指針ではないにしろ、イギリス・フォードによって設定された昇給は内密な努力を通じて交渉のための基準として受け入れられた。フォードは順調な一年間を過ごし、その労働者に大規模な昇給を行うことができるほどの余裕があった。しかしながら、会社は一方で政府との主要な契約者でもあった。それ故にフォードの経営陣は昇給を5パーセント以内とする指針の範囲内で行った。その反応として、主に運輸・一般労働組合（TGWU）から15,000ものフォードの従業員が9月22日に非公式なストライキを開始した。そのストライキは後に10月5日のTWGUによる正式なストライキに発展した。参加者の人数は57,000人にまで増加した。
ストライキの間、ボクスホール自動車（ヴォクソール・モーターズ）の従業員は8.5パーセントの昇給を受け入れていた。政府の処罰を受ける可能性とストライキの損害が継続することを勘案した長い交渉の後に、フォードは最終的に彼らの提案を17パーセントまでへと引き上げ、政府の処罰を受け入れることを決意した。そしてフォードの労働者は11月22日に昇給を受けた。

## 政治的な困難
フォードがストライキを行っているとき、労働党の大会がブラックプールにおいて始まった。リヴァプールのウェイヴァーツリー選挙区労働党委員で、労働党内のトロツキー派の過激派の支持者であったテリー・ダッフィーは10月2日に動議に移った。その動議においては「政府は直ちに給与交渉への介入をやめるべきだ」とする主張がなされた。マイケル・フットはその動議を採決してはならないと提案したのに、決議は4,017,000票対1,924,000票で実行された。翌日、首相は敗北を認める形で、次のように発言した。「私は昨日のことは、民主主義における教訓だと考えている」と。しかし、首相はインフレに対する戦いを自身はやめないことも宣言した。
間もなくして、政府のイギリス下院議会での立場はますます悪化した。選挙前は労働党は3議席差で多数派だったが、補欠選挙を通じ、1976年にその地位を失った。その結果、1977年には票数の優位を維持するために自由党との連立を強いられることになった。ちなみに連立は1978年7月に消滅を迎えた。追加の議席獲得を北アイルランドに認める決断によってアルスター統一党からの一時的な支持獲得が可能となった。しかし、アルスター統一党の党員たちにとって、追加の議席を認可する法案が可決されれば、こうした支援が途絶えることは分かりきったことであった。アルスター統一党の棄権によって、政府は11月9日の不信任決議において312票対300票で敗れることになった。

### TUCでのさらなる交渉
11月に半ばまでのフォードが5パーセントを超える昇給を実際に行うことは明白になっていた。政府は後にTUCとの集中した交渉に入り、給与の方針に関して合意に達することを望んでいた。その合意は争いを防ぎ、総選挙に向けた準備における政治的連帯を見せるような物だった。制限的で支配力が弱い解決策が考え出され、11月14日のTUCの総会に持ち込まれたが、会合の中で、票は14対14と拮抗し、議長の反対票により否決された。1978年の早い段階でTWGUでは、モス・エヴァンスが労働組合の指導者であるジャック・ジョーンズにとってかわられたことで、TUCの一般会合でもある重要な人事が変わった。エヴァンスは自身の組合のリーダーの権力が弱いことを証明したが、ジョーンズがTGWUに属する複数の職場代表による行動を抑えることが出来たかは疑問である。
フォードでの争いに決着がついた後、政府は11月28日に、220に上るその他のキャンペーンとともにフォードに対して賃金政策への違反のため、罰則 が科されるであろうことを宣告した。実際の罰則に関する宣告はCBI(英国産業連盟)により、すぐに反発を招き、それらの罰則の適法性への異議が噴出した。保守党はこうした動議を下院議会で提議し、罰則の無効化を目指した。国防に予算を使いすぎていることへの同様な反発が労働党内の左翼系議員から生じたために12月7日に予定されていた議論は延期を余儀なくされた。しかしながら12月13日には罰則に反対する改正案が285対279で可決された。実質的な修正案はその後に285票対283票で可決された。ジェームズ・キャラハンは翌日のさらなる信任案の動議を290票対300票と10票差で勝利して可決を防いだものの、政府が罰則を科すことができないことを受け入れた。事実上、このことによって政府は民間企業に対して5パーセントの昇給制限を課すことが出来なくなった。

## トラック運転手
政府がその給与政策を強制する手段がなくなると、まだ賃上げを申し込んでいなかった組合がその目的を拡大させ始めた。最初に極端な行動に出たのはTGWUのメンバーのトラック運転手らだった。トラック運転手の大部分が石油タンカーで働いていた。BPやEssoで働く運転手らは12月18日に、石油供給が混乱に陥ったことに伴い、内閣府は「ドラムスティック作戦」の準備を始めた。それより、イギリス陸軍がタンカー操縦者からの引き継ぎを行うための代替要員とされた。しかしながら、石油会社の所有物の徴用を可能にするためには、作戦を行う上で非常事態宣言が必要とされた。しかし、政府はそのような手段をとることにしり込みした。状況がそのような危機的なものに発展する以前には、石油会社は15パーセント近くの昇給に合意していた。
1979年1月3日からTWGUに所属する全トラック運転手による非公式なストライキが始まった。石油の供給が尽きると、ガソリンスタンドは国中で閉鎖された。ストライキは同時に、主要港でのピケ を行った。ストライキは1月11日にTWGUにより、1月12日にURTU（United Road Transport Union）により正式なものとされた。国内の80パーセントもの商品が道路で輸送されているため、機能が続いていたこうした会社を運転手らがピケにより機能できなくしたことで、不可欠な物資の供給が危機にさらされることになった。石油タンカーの操縦士が働いている一方で、石油精製所もまた標的とされた。そしてタンカーの運転手はストライキを行っている者たちに自分たちの行き先を教えた。そうすることでピケにより目的地において運転手らを追い返すことが可能となったのだ。一時的に1,000,000人以上のイギリスの労働者が争いの中で解雇された。
非常事態宣言を行い、極めて重要な供給物を陸軍によって保護するために、さらなる計画が練られた。その計画に関連して、政府はTGWUの指導者層に警告を行った。この結果として、組合が1979年1月12日に公的にストライキの対象から外されるとされた非常時の供給物の一覧を受け入れることで決着がついた。実際には、どのようなものが緊急と判断されるのかは、TGWUの地方当局に判断が委ねられた。また国内での実際の行動は、意思決定を行うための「分配委員会」を創設した地方の職場代表の判断によって様々だった。例えば、キングストン・アポン・ハルで発生した一連のストライキでは、正しい調合の飼料を地方の農家に渡すことが禁じられたため、農家が組合の事務所の外に子豚や鶏の死骸を置いていく事態となった。このとき組合は、本当は自ら農家が鶏を絞め殺し、子豚は親の豚が寝返りをうった際に潰してしまったものだと主張した。
1月29日には、南イングランドのトラック運転手は20パーセントまでの昇給を認める仲裁委員会によって裁定された待遇を受け入れた。賃金の20パーセントまでの昇給という条件は組合がストライキの中で求めていた条件に対して、週単位で見れば、たった1ポンドしか下回っていないものだった。この調停によって国中で受け入れられる模範が示されることとなった。

## 「危機だって？　どんな危機だい？」
1月10日にジェームズ・キャラハンがグアドループでのサミットから戻ったときは、トラック運転手のストライキの最中であった。報道陣がいることが密告されていたことから、彼の報道官であるトム・マクフライは彼に何も言わず、すぐに仕事に戻るように進言した。しかし政治顧問のトム・マクナリーはキャラハンが戻ってきて、この事態の収拾への意志を示す姿が心強いものになるだろうと考えた。そのためキャラハンは報道陣に対し、ヒースロー空港において報道陣に安心を与えようと決心した。しかしキャラハンが冗談まじりにサミットの期間中にカリブで遊泳したことに触れたことはマクナリーをうんざりさせた。そして彼は「あなたの全般的な対応はどのようなものになりますか？　この国の今の最高潮に達した混迷を視野に入れてお答えください」と（イブニング・スタンダードの記者に）問われると、次のように応答した。
そうですね、その最高潮の混迷というのはあなた方がしている判断ですね。もし外から見たら、恐らく、その時にあなた方が偏狭な見方をしていることになるでしょうし、私は世界中の他の人たちが、最高潮の混迷があるという見解を共有しないと思います。
翌日に出た「ザ・サン」の版は「危機だって？　どんな危機だい？」とする有名な見出しを採用していた。そこには副題として「鉄道、トラック、様々な業種の混迷ーそしてジムは報道陣を非難した」と添えられていて、キャラハンを英国社会について「無知」であるとして批判した。

## 公共部門の従業員
1979年の1月22日は1926年のイギリスのゼネラルストライキ以来、ストライキが起きた単独の日では最も規模の大きい日となり、多くの労働者らがその後も無期限ストに突入した。 十分な昇給を得た民間部門の従業員らとともに、公共部門の労働組合もますます給与の点で歩調を合わせることを気にかけるようになった。政府は既に1月16日に政策を若干弱めることを告示していた。そのため公共団体の組合の中には、彼らが勝利し、自由な団体交渉に望めることへの希望が湧いた。ASLEFおよびNUR（National Union Railway men）に所属していた鉄道運転手らは一連の24時間のストライキを既に開始していた。そして看護師会（Royal College of Nursing）の会合は1月18日に看護士らの給与を1974年の時と実際的な意味で同水準に引き上げることを要求した。それは、平均的に25パーセントの昇給を意味した。公共部門の組合はその日を「行動の日」と定め、24時間のストライキを行い、一週間の最低賃金として60ポンドを要求して行進した。
連続したストライキの呼びかけとその勝利の一方で、多くの労働者の集団が非公式な行動をとり始めた。そうした行動は組合の指導者の同意や支持を受けていないことが多かった。救急車の運転手は1月の半ばに行動を開始し、イギリス国内の一部（ロンドン、ウェスト・ミッドランド、カーディフ、グラスゴー、そして西スコットランド）で、999の救急電話に出ることを拒否することを含むストライキをし始めた。こうした地域では、軍隊が最低限の業務を行うのに動員された。病院の補助の従業員も同様にストライキを行った。1月30日には、社会福祉担当官のデヴィッド・エナルズはNHS(National Health Service)に属する2300の病院のうち、1100しか救急患者を治療していないことを発表した。また、事実上、救急車の業務は全く正常に行われていなかったことや、病院の補助的な労働者が治療に値すかどうかを決めていることも発表された。報道機関は、がん患者が助かるために必要な治療を受けることを拒絶されたことを批判的に報道した。

### 墓掘り人夫のストライキ
不満の冬の期間に起きた悪名高いストライキとして、リヴァプールとマンチェスター付近のテームサイドのGMWUのメンバーであった墓掘り人夫らが起こしたものがある。このストライキは後に保守党が頻繁に言及することになる。80人もの墓掘り人夫がストライキに入ったことで、リヴァプールの市議会はスピークにある工場を、埋葬が可能になるまで死体を置いておく場所として賃借りすることになった。環境省の報告では、150人分の死体が工場の一か所にまとめられて置かれており、一日ごとに25体ずつ追加されていったとされている。埋葬されない死体の存在が報道されたことは社会に不安をもたらした。2月1日にはリヴァプールのMOH（Medical Office of Health）であったダンカン・ボルトン博士に、何か月もの間ストライキが継続されれば、いったい何が起こるのかという質問を、あるしつこい記者が尋ねた。するとボルトンは海葬が考えられると推測した。彼の返答は推測であったが、こうした混乱の状況においては大きな警鐘を引き起こした。他の方法も考えられた。例えば、近親による埋葬を許可することや、軍隊の動員、そして民間で埋葬を請負った人を埋葬に従事させることなどである。遺体は最大で6週間まで断熱の包みに保存されていたため、主な懸念は見栄えに関することであった。また、ボルトンは後に、マスメディアのストライキの扇情的な報道に「ぞっとした」と発言している。.14夜のストライキの後に墓掘り人夫は14パーセントの昇給で最終的に合意した。

### ゴミ収集業者
多くのゴミ収集業者が1月22日以降ストライキに入っていたため、地方の当局はゴミを溜めておく場所を不足させ始めており、地方の公園をその統制下においてゴミの集積所として使用した。ウェストミンスター市議会で優勢だった保守勢力は、ロンドンの西端の中心にあるレスター・スクウェアを山のようなゴミを溜め置くのに用い、イブニング・スタンダードは、こうしたゴミがドブネズミを引き寄せていることを指摘した。
2月21日に、地方当局の争いの決着が合意に至った。それによって労働者たちは11パーセント、つまり一週間ごとに1ポンドの昇給を得た。さらに、比較給与の研究が万が一推奨すれば、追加の昇給がある可能性もあった。カムデン・ロンドン特別区の中の左派的な地方当局の中には、組合の要求を完全に受け入れたり（「カムデンの余剰分」として知られる）、監査委員会による調査を受けたものがあった。調査では最終的にそのような行為を信任義務に反している、だから違法であると最終的に定めた。カムデン特別区の市議会議員の中にはケン・リヴィングストンがいたが、彼は課徴金（公務員への罰金）を払わなくていいようにした。課徴金を課さないと決めたとき、リヴィングストンは大ロンドン議会の議長であった。

## IMF
「不満の冬」に先立って、キャラハン政権は（1976年に）国際通貨基金（IMF）に23億ポンドもの借金を求めていた。当時、その目的は横行していたインフレに打ち勝つことにあった。メディアはこのことを第二次世界大戦、および戦後の経済におけるどん底の時期以降で、イギリス経済を復興させようと強大な帝国が働きかけていたことへの恥だとして報じた。このこと自体はマーガレット・サッチャーの保守党が1978年10月の選挙での世論調査においてわずかに優位に立つことを導いただけだった。

## 政界の反応とストライキの終焉
非常に重要な業務のストライキは労働党政府内の上席の大臣たちを狼狽させた。彼らはそれまで労働組合の運動に対して親密だったし、労働組合がそのような行動を取ることはありえないと考えていたためである。首相のジェームズ・キャラハン自身もそうした大臣らと同様であった。彼は自身の政治的経歴を自身の労働組合との連帯の中で築いてきただけでなく、実際に内国税歳入庁職員連合のように自ら一つ組合を作ってもいたのだ。
政府は上席の労働組合の指導者らと交渉し、2月11日にTUCの総会に提案を持ち越すことで合意した。2月14日に一般会合は「経済、政府、そして労働組合の責任」と題して印刷された協約に合意した。この段階において組合の役員らは自身らの会員への統制力は限られており、ストライキはすぐには終わりそうになかった。もっともストライキ自体がこの頃から収束に向かいつつあった。産業界において損なわれた就業日の合計は、1978年には9,306,000日であったのに対して、1979年の頃に合計で29,474,000日だった。

## 政治への影響
不満の冬以前の夏には、世論調査において少数派であった労働党の勢いは盛り返しつつあり、総選挙が行われれば、労働党が全体的に多数派になることが示唆されていた。しかしながら1978年10月7日にはキャラハンが年内に総選挙を行わないことを宣告した。キャラハンが選挙を行わなかったことが、キャラハンの政府にとって多大な損失であり失敗であることは後にはっきりした。
ストライキは有権者の考えに深く影響したと思われる。ギャラップによれば労働党は1978年11月には保守党に対して5パーセントに及ぶ優勢を誇っていたが、1979年1月には保守党の7.5パーセント優位に転じ、その差は2月には20パーセントに広がっていた。3月1日にはスコットランドとウェールズへの自治権移譲をめぐる国民投票が行われた。ウェールズにおける投票では自治権移譲への反発が強かった。スコットランドにおいては多少の優勢が自治権移譲の側にあったものの、有権者の40パーセントという政府の定めた規定には達しなかった。政府は自治権移譲をすぐには押し進めない決定をしたため、スコットランド国民党は政府への協力をやめた。そして3月28日にはキャラハン政権への不信任案がわずか1票差で可決されたため、1979年に総選挙が急遽、行われることとなった。
保守党党首であったマーガレット・サッチャーは1月17日のトラック運転手のストライキの最中に既に、労働組合の権限を抑えるための彼女の提案の概要を政見放送において示していた。選挙運動の期間中に保守党はストライキにより生じた混乱を幅広く利用した。4月23日に行われた、ある放送においてはザ・サンの見出しであった「危機だって？　どんな危機だい？　」という語が放映され、だんだんと絶望した調子でナレーションがその発言を読み上げた。その際にはごみの山や閉鎖された工場、ピケで使用できない病院や、封鎖された墓場を映した映像の場面場面が添えられた。総選挙における保守党の勝利の規模は、よくストライキに加えて、保守党が行った、労働党が働いていないこと銘打った運動の成果であると言われる。保守党はその冬の出来事を映した映像をその後、何年間にかけて選挙運動に使用した。
サッチャーの選挙における勝利に伴って、彼女は戦後の世論を終わらせ、劇的な変化（最も特筆すべきはストライキを呼びかける前に、組合は組員に対して無記名の投票を行わねばならないとした制限である）を労働組合に関係する法に与えた。その結果、ストライキは1983年におけるイギリスの総選挙以前の30年間においてもっとも少ない件数となった。ちなみに1983年の総選挙においては保守党が大勝利を収めている。実際、イギリスの政界における、このような右派への旋回は新たな世論形成を生じた。それは、現在まで政界において優位な立場にある。保守党と労働党の双方が政府の支出や税金を引き下げ、新しい公営住宅の設立を終わらせることなどを好むようになった。そしてかつては公共機関の者であった公的なサービスや産業が民営化されたことが積極的に強調され倍加した。こうした変化はニュー・レイバーの立場から固定化されることになった。新労働党は1997年の総選挙において勝利することになる。詳しくは新保守主義の項目を参考。